# 4. zračna armada
4. armada zračnih sil in zračne obrambe (rusko 4-я армия ВВС и ПВО) je zračna armada Zračnih sil Rusije in del Južnega vojaškega okroga z generalštabom v Rostovu na Donu.
4. zračna armada (4 Vozdušnaja Armija) je bila formacija Zračnih sil ZSSR in med letoma 1992 in 2009 del Ruskih zračnih sil. Leta 1998 je armada postala 4. armada zračnih sil in sil zračne obrambe. Prvič je bila ustanovljena 22. maja 1942 iz zračnih sil sovjetske Južne fronte in se je borila na vzhodni fronti do leta 1945. Leta 1949 je bila preimenovana v 37. zračno armado. 4. aprila 1968 je bila ponovno ustanovljena na Poljskem in je za naslednjih dvajset let postala del Severne skupine sil. Avgusta 1992 je bila nameščena v Severnokavkaški vojaški okrog. V 1980. letih je prihod Su-24 drastično spremenil njene naloge.
Leta 2009 je postala 4. poveljstvo zračnih sil in sil za zračno obrambo, leta 2015 pa je bila ponovno preimenovana v armado.

## Sestava
- 1. gardna divizija mešane aviacije (generalštab Krasnodar):
  - 3. gardni polk mešane aviacije (Krimsk, dve eskadri Su-27SM3)
  - 31. gardni lovski polk (Millerovo, dve eskadri Su-30SM )
  - 368. polk jurišne aviacije (Budjonovsk, dve eskadri Su-25SM, nadgrajevanje na Su-25SM3)
  - 559. bombniški polk (Morozovsk, tri eskadre Su-34)[2]
- 4. gardna divizija mešane aviacije (generalštab Marinovka):
  - 11. polk mešane aviacije (Marinovka, dve eskadri Su-24M)
  - 960. polk jurišne aviacije (Primorsko-Ahtarsk, dve eskadri Su-25SM)
- 27. divizija mešane aviacije (generalštab Sevastopol-Belbek):
  - 37. polk mešane aviacije (Gvardejskoje, ena eskadra Su-24M, ena eskadra Su-25SM)
  - 38. gardni lovski polk (Sevastopol-Belbek, dve eskadri Su-27)
  - 39. helikopterski polk (Džankoj)
- 51. divizija zračne obrambe (generalštab Rostov na Donu):
  - 1536. polk zračne obrambe reda rdeče zvezde (Rostov na Donu, dva diviziona S-300)
  - 1537. rdečezastavni polk zračne obrambe (Novorossijsk, dva diviziona S-400)
  - 1721. polk zračne obrambe (Soči, dvanajst sistemov S-350)
- 31. divizija zračne obrambe (generalštab Sevastopol):
  - 12. polk zračne obrambe (Sevastopol, dva diviziona S-400)
  - 18. gardni polk zračne obrambe (Feodozija, dva diviziona S-400 in dva diviziona S-300)